# Asociación Internacional de los Juegos de las Islas
La Asociación Internacional de los Juegos de las Islas (en inglés: International Island Games Association) (IIGA) es una organización cuyo único propósito es organizar los Juegos de las Islas, una competencia amistosa y multideportiva entre equipos de varias islas europeas y otros pequeños territorios. La IIGA está en contacto con las asociaciones insulares miembros y con los patrocinadores de los juegos. Investiga si las islas que desean unirse se ajustan a los criterios de membresía.
La historia de los juegos y los resultados se pueden encontrar en la página de los Juegos de las Islas.

## Miembros
El IIGA se fundó en la Isla de Man en 1985. Los constituyentes provienen de islas en ocho estados soberanos (Dinamarca, Estonia, Finlandia, Grecia, Noruega, España, Suecia y el Reino Unido) o están asociados con ellos.
- Åland
- Alderney
- Anglesey
- Bermuda
- Frøya
- Gibraltar
- Gotland
- Gozo
- Groenlandia
- Guernsey
- Hitra
- Hébridas Exteriores
- Isla de Man
- Isla de Wight
- Islas Caimán
- Islas Feroe
- Islas Malvinas
- Islas Orcadas
- Jersey
- Menorca
- Saaremaa
- Santa Helena
- Sark
- Shetland

Gibraltar es el único miembro de la IIGA que no es una isla o grupo de islas, ya que es una península de Iberia, que comparte una frontera terrestre con España. Ynys Môn (Anglesey), Frøya e Hitra tienen conexiones por puentes o túneles con sus continentes. Groenlandia es, con diferencia, la isla más grande, y es mucho más grande que todas las demás juntas, pero está muy escasamente poblada. Entre los antiguos miembros de la IIGA se incluyen los países Islandia y Malta, la provincia insular canadiense Isla del Príncipe Eduardo y la isla griega de Rodas.

### Por país
1. Dinamarca (2): Islas Faroe - Groenlandia
2. Estonia (1):Saaremaa
3. Finlandia (1):Åland
4. Malta (1):Gozo
5. Noruega (2):Frøya - Hitra
6. España (1):Menorca
7. Suecia (1):Gotland
8. Reino Unido (10):Bermuda - Islas Caimán - Islas Malvinas - Gibraltar - Isla de Wight - Islas Orcadas - Santa Helena - Shetland -Hébridas Exteriores - Ynys Môn
9. Guernsey (3) Guernsey - Alderney - Sark
10. Isla de Man (1) Isla of Man
11. Jersey (1) Jersey

### Criterios de membresía
La constitución IIGA enumera los criterios que se aplicarían a los nuevos solicitantes. Estas limitan las aplicaciones a los territorios insulares con poblaciones de menos de 125.000 habitantes. Debe haber una asociación local de órganos de gobierno de al menos dos deportes en el programa IIGA en el que la isla pueda competir "adecuadamente". La membresía está limitada a 25.